# Trichlorofluorometan
Trichlorofluorometan, CFC-11, freon-11 – organiczny związek chemiczny z grupy freonów. Jest to związek złożony z atomu węgla połączonego z trzema atomami chloru i jednym atomem fluoru. Budową przypomina metan, lecz jego atomy wodoru są podstawione atomami halogenów.

## Zastosowania
Był pierwszym szeroko stosowanym czynnikiem chłodzącym. Z powodu względnie wysokiej temperatury wrzenia może być stosowany w systemach o niskim ciśnieniu operacyjnym co umożliwiło projektowanie mniej skomplikowanych systemów chłodzących niż dla czynników R-12 lub R-22.

## Szkodliwość
Ze względu na dużą zawartość chloru i łatwość, z jaką atom chloru może zostać oderwany pod wpływem działania promieni UV, R-11 ma wysoki współczynnik ODP, czyli potencjał niszczenia warstwy ozonowej. Związek ten posłużył jako wzorzec skali ODP (o wartości 1.0). Produkcja R-11 w Stanach Zjednoczonych zakończyła się w 1995 roku. Od 1 stycznia 1996 roku w Polsce obowiązuje zakaz wprowadzania do obrotu R-11 i towarów zawierających ten czynnik.